# Подени (Ботошани)
Подени (рум. Podeni) насеље је у Румунији у округу Ботошани у општини Корлатени. Oпштина се налази на надморској висини од 114 m.

## Становништво
Према подацима из 2002. године у насељу је живело 503 становника, од којих су сви румунске националности.